# 桑图尔塞
桑图尔塞（西班牙語：Santurce）是西班牙巴斯克自治区比斯开省的一个市镇。总面积7平方公里，总人口47173人（2001年），人口密度6739人/平方公里。